# Великопольский, Леонтий Николаевич
Леонтий Николаевич Великопольский (1866 — 1942) — русский военный  деятель,  генерал-майор. Герой Первой мировой войны.

## Биография
Из польского дворянского рода Великопольских.
В службу вступил в 1884 году после окончания Псковского кадетского корпуса. В 1885 году после окончания  Николаевского кавалерийского училища по I разряду  произведён  в корнеты и выпущен в Драгунский 14-й Литовский полк.
В 1889 году произведён в поручики, в 1893 году в штабс-ротмистры, с 1900 года в ротмистры, в 1906 году в подполковники. В 1910 году произведён в полковники, с 1911 года — командир Курляндского 2-го лейб-уланского полка.

С 1914 года участник Первой мировой войны во главе своего полка. С 1915 года командир 1-й бригады 1-й кавалерийской дивизии. В 1916 году произведён в генерал-майоры, с 1917 года командир 5-й кавалерийской дивизии. Высочайшим приказом от 4 июля 1916 года за храбрость награждён Георгиевским оружием: 
За то, что будучи в чине полковника в боях с 17-го по 21-е августа 1915 года у мызы Даудзевай и д.д. Шилен и Яунзен, командуя сводным отрядом из нескольких рот пехоты и двух кавалерийских полков при восьми орудиях, оборонял позицию имевшую чрезвычайно важное стратегическое значение. Несмотря на то что противник превосходными силами перешёл в наступление на всём фронте отряда, части последнего, благодаря искусному руководству и личному мужеству начальника отряда, отбил 24 повторных атаки немцев, сопровождавшихся убийственным артиллерийским и ружейным огнём и нанеся при этом противнику значительный урон, удержал за собой занимаемую позицию
После Октябрьской революции остался в России, жил в Ленинграде. Умер в 1942 году во время Блокады Ленинграда в период Великой Отечественной войны.

## Награды
- Орден Святой Анны 3-й степени (ВП 1899)
- Орден Святого Станислава 2-й степени с мечами (ВП 1903; Мечи — ВП 20.05.1916)
- Орден Святого Владимира 4-й степени с мечами и бантом (ВП 13.10.1914)
- Орден Святого Владимира 3-й степени с мечами (ВП 24.10.1915)
- Высочайшее благоволение (ВП 25.12.1915)
- Георгиевское оружие (ВП 04.07.1916)
- Орден Святого Станислава 1-й степени с мечами (ВП 27.01.1917)